# Шотландская футбольная лига
Шотландская футбольная лига (англ. The Scottish Football League) — упразднённая лига футбольных команд в Шотландии в составе шотландских Первого, Второго и Третьего дивизионов. С момента своего основания и до выделения премьер-лиги представляла высший уровень шотландского футбола. До 2013 года — первый дивизион является вторым в системе национальных лиг. С 2007 года Лига официально именовалась «The Irn-Bru Scottish Football League», по имени спонсора. Упразднена в 2013 году после образования Шотландской профессиональной футбольной лиги, слиянием Шотландской Премьер-лиги и Футбольной Лиги Шотландии.

## История
Лига была образована в 1890 с целью обеспечить возрастающее количество клубов страны содержательными и последовательными соревнованиями. Эта лига вторая по старшинству в мире после английской. Первым соревновательным сезоном лиги стал сезон 1890-91. В нём приняли участие:
- Эберкорн
- Камбуслэнг
- Селтик
- Каулэйр
- Дамбартон
- Харт оф Мидлотиан
- Рейнджерс
- Рентон
- Сент-Миррен
- Терд Ланарк
- Вейл оф Левен

«Рентон» был изгнан после 5 игр за игру против профессионального клуба, но на следующий сезон вернулся. Селтик и Рейнджерс (наряду с «Абердином», который присоединился позже) никогда не покидали высший эшелон. Хартс и Сент-Миррен сейчас снова в элитном дивизионе. Дамбартон выступает в Третьем дивизионе. Остальные из клубов-основателей или не существуют, или не являются членами Шотландской лиги.
В первом сезоне «Рейнджерс» и «Дамбартон» набрали равное количество очков, а так как тогда не было правила отношения мячей или разности мячей, эти команды играли финал, закончившийся вничью 2-2. Обе команды были объявлены совместными победителями. каждая владела трофеем по 6 месяцев. Это был единственный сезон, когда шотландская лига не выявила единоличного победителя. Правило расстановки команд с равным количеством очков по отношению забитые/пропущенные мячи было введено в сезоне 1921-22, было заменено в 1971 на правило разности мячей, действующее до сих пор в Премьер-лиге и Шотландской лиге.
Самой успешной по количеству побед и титулов в шотландском футболе в настоящий момент является команда «Рейнджерс».

### Разделение на дивизионы
Лига оказалась весьма успешной, и в 1893 был сформирован Второй дивизион из клубов, ранее состоявших в Шотландском футбольном альянсе. Продвижение в первый дивизион первоначально основывалось на голосовании клубов, автоматическое повышение в классе не было введено до 1922.
С началом первой мировой войны чемпионат Шотландии не прервался, однако второй дивизион взял паузу до 1921, когда стартовал снова как турнир с автоматическим повышением в классе.

### Третий дивизион
В 1923 Лига решила ввести Третий дивизион. Основой для него стала Западная шотландская футбольная лига. Однако уже через три года под давлением финансовых проблем новое начинание было свёрнуто, сезон 1925-26 даже не был доигран до конца.
В 1939-46 годах чемпионаты Шотландии во всех дивизионах не проводились. После войны Лига вернулась к разделению на три дивизиона, которые получили название дивизионы «А», «В» и «С». В дивизионе «С» также стали играть резервные составы команд. В 1949 дивизион «С» был разделён на две зоны: Северо-Восток и Юго-Запад.
В 1955 с выводом резервов из чемпионата Лига вернулась к двухуровневой системе, 5 клубов дивизиона «С» автоматически получили повышение. В 1955-56 в дивизионе «А» играло 18, «В» — 19 команд. В 1956 дивизионы были переименованы соответственно в 1-й и 2-й.
В 1966 «Клайдбанк» стал 20-м участником 2-го дивизиона, однако банкротство «Терд Ланарк» вернуло дивизион к составу в 19 клубов. Это продолжалось до очередной коренной реформы лиги в 1975. Тогда были образованы три дивизиона: Премьер, 1-й и 2-й. В премьер-дивизионе оставалось 10 клубов, которые играли в 4 круга, что позволило сильнейшим клубам страны чаще встречаться. В 1-м и 2-м дивизионах оставалось по 14 клубов, игравших в 2 круга плюс Весенний Кубок. Эксперимент с Весенним Кубком провалился и с сезона 1976-77 1-й и 2-й дивизионы перешли на игру в три круга. 38-м участником Лиги стал клуб Мидоубанк Тисл, до того игравшей в третьей лиге Эдинбурга. Эта структура просуществовала до 1995 года.

### Период четырёх дивизионов и образование Премьер-лиги
Спустя 20 лет Лига вновь была реорганизована — были организованы 4 дивизиона по 10 клубов. Для ровного количества членами Лиги были избраны также «Инвернесс Каледониан Тисл» и «Росс Каунти».
В 1998 клубы премьер-дивизиона отделились и организовались в форме шотландской Премьер-лиги (англ. Scottish Premier League). Низовые дивизионы сохранили свои названия и организацию.
В 2000 Премьер-лига была расширена до 12 клубов, в шотландскую лигу приняли Элгин Сити и Питерхед из Лиги Хайленд.

## Изменение состава лиги и движение между дивизионами
Право членства в Премьер-лиге получал победитель Первого дивизиона при соблюдении следующих условий: право преимущественной аренды или собственности стадиона, наличие минимум 6 000 посадочных мест, система подпочвенного подогрева поля. Изначально требовалось 10 000 посадочных мест, поэтому клубу «Фалкирк» было отказано в членстве в Премьер-лиге после их победы в первом дивизионе в сезоне 2002/03. Под давлением кампании, развёрнутой клубом «Инвернесс Каледониан Тисл», требование было снижено до 6 тысяч мест, и выиграв в 2005 1-й дивизион, «Фалкирк» с новым стадионом на 7 тысяч посадочных мест стал членом Премьер-лиги.
В 2002 в Шотландскую футбольную лигу принимают «Гретну», до того игравшую в северной премьер-лиге Англии (седьмой дивизион). Этот клуб послужил заменой обанкротившемуся «Эйрдрионианс», в то время как «Клайдбанк», переехав в том же году в Эрдри и сменив вывеску на «Эйрдри Юнайтед», фактически стал их преемником. В 2008 потребовался новый член Лиги в связи с распадом «Гретны». В конкурсе на вакантную позицию между «Спартанс», «Коув Рейнджерс», «Престон Атлетик», «Эдинбург Сити» и «Эннан Атлетик» успех сопутствовал последним.
Передвижение клубов между Первым и Вторым, а также между Вторым и Третьим дивизионами осуществлялось комбинацией непосредственного повышения/понижения и плей-офф.